# Собрание фонда Эмиля Бюрле
Собрание фонда Эмиля Бю́рле (нем. Stiftung Sammlung E. G. Bührle) — частный художественный музей в Цюрихе.

## Собрание
Обширное частное собрание предметов искусства цюрихского промышленника Эмиля Георга Бюрле (1890—1956) в 1960 году было преобразовано в фонд. С этого момента оно экспонируется на вилле рядом с бывшим домом Бюрле в Цюрихе по адресу Цолликерштрассе (нем. Zollikerstrasse), 172. Выставка открыта для посещения по вторникам, средам, пятницам и воскресеньям с 14.00 до 17.00.
В экспозицию входят:
- античные экспонаты;
- средневековые скульптуры;
- картины старых мастеров: Тинторетто, Эль Греко, Рубенса, Ван Дейка, Рембрандта, Франса Халса, Тьеполо, Каналетто, Гойи, Энгра, Коро;
- картины импрессионистов: Мане, Дега, Ренуара, Моне, Писсарро, Сислея, Тулуз-Лотрека, Сёра, Сезанна, Ван Гога, Гогена;
- картины модернистов: Боннара, Вюйара, Вламинка, Рауля Дюфи, Модильяни, Утрилло, Шагала, Коринта, Матисса, Гриса, Брака, Пикассо.

После опубликования провенанса находящейся с 1941 года в собрании Бюрле картины Клода Моне «Маковое поле близ Ветёя» возникли подозрения в чистоте её приобретения: в 1940—1941 годах она могла быть предметом сомнительной сделки между Эмилем Бюрле и эмигрировавшим в Южную Америку коммерсантом еврейского происхождения Максом Эмденом.

## Связь с нацистской Германией
Бюрле купил готические скульптуры у члена НСДАП и ярого сторонника нацизма Бенно Гриберта. Бюрле смог приобрести свою частную коллекцию произведений искусства, только экспортировав оружие в армию Адольфа Гитлера на сумму 623 миллиона франков.

## Ограбление
10 февраля 2008 года в результате вооружённого ограбления были похищены четыре картины общей стоимостью в 180 миллионов швейцарских франков. Как заявил куратор Лукас Глоор, речь идёт о картинах «Мальчик в красном жилете» Поля Сезанна, «Ветви цветущего каштана» Винсента Ван Гога, «Маки в окрестностях Ветёя» Клода Моне и «Портрет графа Лепика с дочерьми» Эдгара Дега. В момент совершения преступления в здании находилось 15 человек, никто не пострадал. Две картины — работы Ван Гога и Моне — были обнаружены спустя десять дней в одном из автомобилей в Цюрихе и возвращены в музей. Две другие картины — Сезанна и Дега были возвращены музею после продолжительного розыска в 2012 году.